# Комягина, Ольга Валерьевна
О́льга Вале́рьевна Комя́гина (род. 10 февраля 1974) — российская легкоатлетка, специалистка по бегу на средние дистанции. Выступала за сборную России по лёгкой атлетике в 1998—2008 годах, обладательница золотых медалей Кубка Европы, многократная победительница и призёрка первенств национального значения, рекордсменка страны, участница ряда крупных международных стартов. Представляла Санкт-Петербург. Мастер спорта России международного класса. Также известна как пейсмейкер мирового уровня.

## Биография
Ольга Комягина родилась 10 февраля 1974 года.
Занималась бегом в Санкт-Петербурге под руководством тренера Виктора Ивановича Морозова.
Впервые заявила о себе в лёгкой атлетике на всероссийском уровне в сезоне 1997 года, выиграв чемпионат России в помещении в Волгограде в беге на 1500 метров.
На зимнем чемпионате России 1998 года в Москве вновь была лучшей на дистанции 1500 метров. Попав в основной состав российской национальной сборной, побывала на чемпионате Европы в помещении в Валенсии, где, однако, не смогла преодолеть предварительный квалификационный этап. Позже одержала победу в беге на 1500 метров на домашнем Кубке Европы в Санкт-Петербурге и выступила на чемпионате Европы в Будапеште, став в той же дисциплине одиннадцатой.
В 1999 году на зимнем чемпионате России в Москве выиграла серебряную медаль в беге на 1500 метров, уступив на финише Светлане Канатовой. На последовавшем чемпионате мира в помещении в Маэбаси финишировала в финале четвёртой.
В 2002 году отметилась выступлением на чемпионате Европы в помещении в Вене, где заняла в беге на 1500 метров шестое место.
На зимнем чемпионате России 2006 года в Москве взяла бронзу в беге на 3000 метров, затем добавила в послужной список победу на Кубке Европы в помещении в Льевене на дистанции 1500 метров. Принимала участие в женском забеге на 4 км в рамках чемпионата мира по кроссу в Фукуоке — заняла 16-е место в личном зачёте и вместе со своими соотечественницами стала шестой в командном зачёте.
В 2007 году в беге на 1500 метров показала третий результат на чемпионате России в Туле (позже в связи с дисквалификацией Юлии Фоменко переместилась в итоговом протоколе на вторую строку).
На зимнем чемпионате России 2008 года в Москве стала серебряной призёркой в беге на 3000 метров, финишировав позади Елены Сидорченковой, и тем самым удостоилась права защищать честь страны на чемпионате мира в помещении в Валенсии, где с результатом 8:44,57 в итоге оказалась пятой. Также в этом сезоне в той же дисциплине заняла третье место на Кубке Европы в Анси (изначально была четвёртой, переместившись на третью строку после дисквалификации француженки Жюли Куло), установила рекорд России в беге на одну милю на соревнованиях «Русская зима» в Москве — 4:23,49.
В 2009 году прекратила активную соревновательную практику в связи с рождением дочери.
На протяжении своей спортивной карьеры Ольга Комягина неоднократно исполняла роль пейсмейкера.
Работала инструктором по физической культуре в детском саду № 58 Приморского района Санкт-Петербурга.